# Конклав
Конкла́в (лат. conclave — запертая комната, от лат. cum clave — с ключом, под ключом) — собрание кардиналов, созываемое при Sede vacante для избрания нового папы римского; изолированное от внешнего мира помещение, где проходит данное собрание. Выборы производятся закрытым голосованием дважды в день, для избрания необходимо собрать не менее ⅔ голосов плюс один. Помещение открывают лишь после избрания папы. Об избрании нового понтифика оповещают белым дымом из печной трубы над Сикстинской капеллой (иначе дым чёрный). Дым образуется от сжигания дров с добавлением специального красящего вещества, придающего оттенок дыму. Этот порядок был утвержден на Втором Лионском соборе (1274).
Официально Папой может быть выбран любой мужчина-католик, даже мирянин без сана. Однако по обычаю с 1378 года папами избираются только кардиналы. В настоящее время помещение для конклава занимает значительную часть Ватиканского дворца, изолированную от прочих и разделенную на комнаты. Единственная дверь запирается снаружи и изнутри не раньше чем на 15-й день и не позже чем на 18-й день после смерти (ухода в отставку) папы. После того как дверь заперта, она открывается только в случае прибытия задержавшегося кардинала, в случае ухода кардинала по болезни или его возвращения, а также для возвещения результата выборов. Слово конклав впервые использовал папа Григорий X на II Лионском соборе 1274 года, в выпущенной им апостольской конституции Ubi periculum («Где опасность») после 2 лет и 9 месяцев обсуждения в Витербо перед его избранием. Когда рассерженные жители сорвали крышу, оставив зал открытым, кардиналам пришлось разбить палатки, следы от центральных столбов которых сохранились до сегодняшнего дня.
Иоанн Павел II внёс некоторые изменения в правила проведения конклавов.

## История

### Развитие способов папских выборов
Сегодня точно не известно, как проходили первые выборы епископов, но можно допустить, что первые епископы выбирались апостолами и их ближайшими помощниками. Позднее эта форма выборов была изменена на ту, при которой право выбирать епископа имели священники и община епархии, вместе со старейшими епископами соседних (чаще зависимых сельских) епархий. Святой Киприан Карфагенский писал, что папа Корнелий был выбран «в согласии с желанием Бога и Его Церкви, свидетельствами почти всего клира, собором старших по возрасту епископов (sacerdotum) и добрыми людьми». Правом активного выбора было наделено римское духовенство, но они выбирали римского епископа не обычной подачей голосов, а чаще консенсусом или аккламацией. После этого кандидат должен быть представлен общине для утверждения. Такая, не вполне ясная процедура приводила к частым недоразумениям и появлению антипап, особенно после того, как папство начало играть важную роль не только в церковной жизни.
Во времена остготского владычества в Италии короли сами назначали папу по своему усмотрению. Были периоды, когда кандидатуру понтифика должен был одобрить император Византии, а несколькими веками позднее — император Священной Римской империи.
В 769 году Латеранский Синод отменил обязательное согласие народа для выбора папы, но Римский Синод 862 года вернул это право римской аристократии. В это время выбор римского первосвященника зависел в первую очередь от императоров Священной Римской империи. Реакцией на это стало издание в 1059 году папой Николаем II декрета In Nomine Domine («Во Имя Господне»), по которому правом выбирать папу наделялись только кардиналы, при чисто формальном согласии народа. Второй Латеранский собор (1139 год) постановил, что даже такое согласие другого клира и народа не нужно. Третий Латеранский собор установил, что за нового понтифика должно быть подано не менее двух третей всех голосов.
Большую часть Средневековья численность кардиналов была небольшой, а при папе Александре IV их количество снизилось до семи. Из-за тяжелой и долгой дороги до места проведения выборов добирались далеко не все кардиналы. Такое маленькое количество выборщиков приводило к тому, что каждый голос имел большой вес, а политические влияния на голосование только усиливались. Выборы могли продолжаться месяцами и даже годами. Долгое междуцарствие после смерти Климента IV, которое продолжалось 2 года и было остановлено лишь благодаря вмешательству святого Бонавентуры, вынудило новоизбранного папу Григория X и Второй Лионский собор установить правила, по которым во время выборов кардиналы должны были быть закрыты в изолированном помещении, а, если они были неспособны выбрать нового епископа Рима на протяжении трех-восьми дней, то их рацион питания должен был быть ограничен. Если же и после этого кардиналы не могли выбрать папу, то крыша над тем помещением могла быть разобрана. Всё это делалось с целью скорейшего избрания нового папы.
Введение этого декрета папы Григория X связано с тем, что, когда в 1268 году в Витербо умер папа Климент IV, после его смерти двадцать кардиналов никак не могли избрать папу. Период Sede vacante продолжался 1006 дней. Наконец обозлённые верующие заперли кардиналов в соборе в Витербо и потребовали, чтобы, пока кардиналы не выберут нового папу, их оттуда не выпускали. Но кардиналы лишь ссорились и интриговали. Тогда верующие сняли крышу с собора и посадили пурпуроносцев на хлеб и воду. Только тогда кардиналы выбрали папу, которым стал архидьякон Льежа Теобальдо Висконти, который принял имя Григорий X.
Такие жесткие правила не очень нравились кардиналам, и папа Иоанн XXI временно их приостановил. Но известный своей набожностью бенедиктинец Пьетро Анджелерио смог уговорить кардиналов изменить свою позицию, и в 1294 году он был выбран под именем Целестина V. Выдав три буллы (Quia in futurum от 29 сентября, Pridem от 27 октября и Constitutionem от 10 декабря 1294 года), которые вернули правила Григория X, он отрёкся от престола и в 1313 году был канонизован.

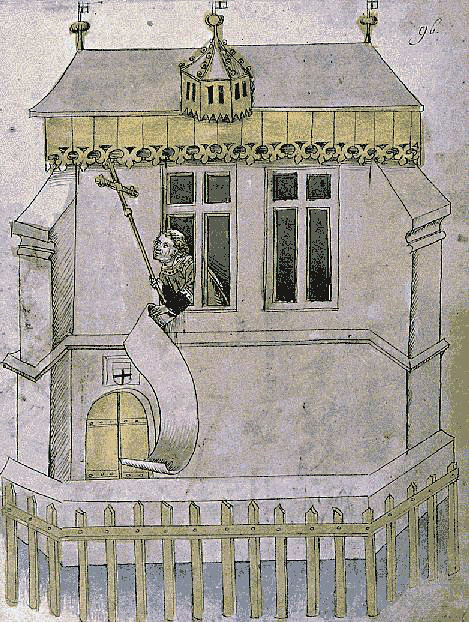
Конклав 1415 года (во время Констанцского собора), после окончания которого впервые была использована формула Habemus Papam

После смерти французского папы Григория XI в 1378 году народ Рима поднял восстание и добился выборов итальянского папы — Урбана VI. Но его жестокость и разные политические реалии привели к тому, что французские и некоторые другие кардиналы перешли под защиту графа Фонда Гаетани и находились сначала в Ананьи, а потом в Фонди, где проголосовали за незаконность выборов папы Урбана VI и выбрали известного кардинала и проповедника Роберта Женевского антипапой под именем Климента VII. Таким образом одновременно существовало два папы — законный в Риме и антипапа в Авиньоне. Каждый из них имел своих преданных сторонников, которые были уверены в законности «своего» папы. Эта ситуация осложнялась тем, что Собор в Пизе в 1409 году, пытаясь решить проблему, низложил обоих пап-соперников и выбрал своего. В конце концов претендентов стало трое. Эта схизма получила название Великого раскола Запада. Ситуация разрешилась только тогда, когда папа Григорий XII отрекся, а оба антипапы были лишены престола в 1415 году Констанцским собором (1414—1418). При этом же соборе был собран конклав, в который были введены представители всех католических наций, который выбрал папу Мартина V. На этом раскол завершился, а на будущее собор был лишен права выбирать папу или менять порядок выборов.

### Требования к кандидатам
Изначально избранным римским епископом, как и любым другим, мог быть даже новообращённый (как, например, святой Амвросий Медиоланский, архиепископ Миланский). Позднее, во время проблем, связанных с избранием антипапы Константина II, на Римском Синоде 769 года папа Стефан III (IV) постановил, что за римским духовенством сохраняется право выбирать римского епископа, но только из кардиналов-пресвитеров или кардиналов-дьяконов (это первое чёткое упоминание о кардиналах). Николай II, постановив, что правом выбора наделены только кардиналы-епископы, решил, что выбираться папа должен был в первую очередь из римского клира (хотя кардиналы не были полностью связаны этими правилами). В 1179 году Третий Латеранский собор вернул старые правила относительно кандидатов в римские епископы, позволив избираться любому неженатому мужчине-католику. Последним папой, выбранным не из кардиналов, был Урбан VI в 1378 году. Хотя в новое время были свидетельства о том, что на конклаве 1958 года несколько голосов набрал Джованни Монтини, архиепископ Миланский, который тогда ещё не был кардиналом. На следующем конклаве в 1963 году архиепископ Монтини, ставший к тому времени кардиналом, был избран папой как Павел VI.
Хотя папа римский является в первую очередь римским епископом, он не обязательно должен быть не только римлянином, но и даже итальянцем. Папа Бенедикт XVI, например, немец, Иоанн Павел II — поляк, Франциск — аргентинец. Во время Римской империи и Средневековья было много пап с разных частей света — греки, сирийцы, немцы и др. Однако после Адриана VI, избранного в 1522 году, который был уроженцем Нидерландов, но немцем по этническому происхождению (поэтому считается папой-немцем), все папы происходили из областей, которые составляют сегодняшнюю Италию, вплоть до избрания Иоанна Павла II в 1978 году.

### Установление большинства
До того как Третий Латеранский собор в 1179 году постановил, что для избрания папы необходимо большинство в две трети голосов выборщиков, необходимо было простое большинство. Такое изменение произошло из-за ситуации, которая сложилась, когда папой был выбран Александр III в 1159 году. Тогда Оттавиано ди Монтечелло вырвал у выбранного чётким большинством голосов Александра III папскую мантию и вышел к народу, чтобы тот объявил его папой. За время своего понтификата Александру III пришлось бороться с четырьмя антипапами, которых поддерживали те или другие кардиналы. Были установлены сложные процедуры проведения выборов и кардиналам запрещалось голосовать так, как им вздумается. В 1945 году папой Пием XII процедура была упрощена, но установлена необходимость большинства в две трети плюс один голос. Папа Иоанн Павел II возвратил необходимое большинство в две трети и позволил кардиналам в 1996 году в случае, если они не могут выбрать папу на протяжении 30 туров и при этом количество голосов, которое не хватает для необходимого большинства превышает семь, выбрать его абсолютным большинством голосов после обращения к кардиналам-епископам.
Выборы могли проходить аккламацией, компромиссом или тайной подачей голосов. Когда кардиналы использовали процедуру аккламации, то считалось, что они выбирают папу по наущению Святого Духа (quasi afflati Spiritu sancto). Если же коллегия голосовала через компромисс, то она выбирала специальную комиссию, которая выбирала кандидата, а оставшиеся кардиналы его утверждали. Последний раз, когда использовалась процедура аккламации, был выбран Григорий XV в 1621 году, а компромисс — Иоанн XXII в 1316 году. Теперь единственная разрешенная процедура — тайная подача голосов.

### Светское влияние
За долгую историю на папские выборы часто большое давление оказывали светские влияния. Ниже указаны важнейшие примеры таких влияний.

#### Римское и Византийское
Некоторое время римские императоры имели довольно весомое влияние на выборы римских епископов. Когда в 418 году возник спор между папой Бонифацием I и претендентом Эвлалием, они оба обратились к императору Гонорию. Гонорий, поддержав Бонифация І, постановил, что, если возникнут новые споры относительно выбора папы Римского, то нужно проводить новые выборы. Но эта норма никогда не применялась.
После падения Западной Римской империи возможность влияния на папские выборы перешла к остготским королям. В 532 году папа Иоанн II признал их право утверждать выбранного римского епископа. После того, как в свою очередь в конце 530-х годов, исчезло остготское королевство, это право перешло к византийским императорам. Согласно процедуре, после смерти папы об этом должен был быть уведомлен экзарх Равенны, который в свою очередь уведомлял византийского императора. Когда новый папа был выбран, он отправлял послов к императору с просьбой об утверждении. Он не мог реализовывать свои полномочия до этого. Из-за того, что такое путешествие длилось долго, папа Бенедикт II выпросил у императора Константина IV право вступать во владение престолом без предварительного согласия византийских императоров. Со времени понтификата римского папы Захария императоры даже специально не уведомлялись об избрании папы.

#### Священной Римской империи
С IX века влияние на выборы пап оказывала Священная Римская империя. Тогда как первые два императора — Карл Великий и Людовик I Благочестивый — напрямую не вмешивались в выборы, Лотарь I постановил, что папские выборы не могут проходить без послов императора. После серии бунтов, прокатившихся по Риму, папа Иоанн IX был вынужден для своей безопасности в 898 году признать особое покровительство императоров Священной Римской империи.
Когда в 1059 году папа Николай II издал декрет «In nomine Domini», он формально признал особое право императора быть специально оповещенным о выборе кардиналов. Но даже такая формальность была отменена Григорием VII из-за борьбы за инвеституру. В 1122 году это было признано Священной Римской империей подписанием Вормсского конкордата.

#### Авиньонское пленение пап
Во время конфликта между папством и французским королём Филиппом IV Красивым папой Римским был выбран французский кардинал, архиепископ Бордо Бертран де Го под именем Климента V. В 1309 году он перенес свою резиденцию в город Авиньон, который был окружен французскими владениями. Этот период, который продолжался до 1378 года и часто назывался «Авиньонским пленением», характеризовался значительным влиянием политики королей Франции на папство и одновременным усилением и усовершенствованием административного аппарата Святого Престола. В это время были проведены важные реформы в римской курии и коллегии кардиналов, которые имели влияние на все последующее развитие папства.

#### Право вето
Начиная с XVI века некоторые католические нации получили так называемое право вето. В соответствии с неофициальной практикой каждое государство имело лишь одну возможность использовать это право через кардинала, который её представлял. Вето нельзя было использовать против уже выбранного кандидата, и оно традиционно накладывалось, если какой-либо кандидат набирал значительное количество голосов, но ещё не был выбран, перед следующим туром голосования.
После исчезновения Священной Римской империи германской нации право вето перешло к Австрии, как её преемнице. Последний случай использования этого права произошёл, когда кардинал Ян Мауриций Павел Пузына на конклаве 1903 года от имени австрийского императора наложил вето на кандидатуру кардинала Мариано Рамполла (он получил 29 из 60 голосов во время тура голосования) и 55 голосами папой был выбран кардинал Сарто, принявший имя Пий X. Новый папа сразу же после избрания запретил практику вето (апостольская конституция Commissum nobis от 20 января 1904 года) и постановил, что кардинал, который от имени своего правительства использует это право, может быть отлучён от церкви или оставлен без причастия.
| Конклав                          | Страна, которая наложила вето | Лицо, которое представляло эту страну      | Против кого было наложено вето             | Избранный папа                             |
| 8 февраля — 9 февраля 1621       | Испания                       | —                                          | Кардинал Франсуа Мари Бурбон               | Григорий XV (Алессандро Людовизи)          |
| 9 августа — 15 сентября 1644     | Испания Франция               | Хиль Каррильо де Альборнос Джулио Мазарини | Джулио Чезаре Сакетти Джамбаттиста Памфили | Иннокентий X (Джованни Баттиста Памфили)   |
| 18 января — 7 апреля 1655        | Испания                       | —                                          | Джулио Чезаре Сакетти                      | Александр VII (Фабио Киджи)                |
| 20 декабря 1669 — 29 апреля 1670 | Франция                       | —                                          | Бенедетто Одескальки                       | Климент X (Эмилио Альтьери)                |
| 9 октября — 23 ноября 1700       | Франция                       | —                                          | Галеаццо Марескотти                        | Климент XI (Джованни Франческо Альбани)    |
| 31 марта — 8 мая 1721            | Священная Римская империя     | Михаэль Альтан                             | Фабрицио Паолуччи                          | Иннокентий XIII (Микеланджело деи Конти)   |
| 5 марта — 12 июля 1730           | Испания                       | Корнелио Бентивольо                        | Джузеппе Ренато Империали                  | Климент XII (Лоренцо Корсини)              |
| 18 февраля — 17 августа 1740     | Испания                       | Трояно Аквавива д’Арагона                  | Пьер Марчеллино Коррадини                  | Бенедикт XIV (Просперо Лоренцо Ламбертини) |
| 15 марта — 6 июля 1758           | Франция                       | —                                          | Карло Альберто Гвидобоно Кавалькини        | Климент XIII (Карло делла Торре Реццонико) |
| 5 октября 1774 — 15 февраля 1775 | Франция                       | —                                          | Джованни Карло Боски                       | Пий VI (Джованни Анджело Браски)           |
| 1 декабря 1799 — 14 марта 1800   | Священная Римская империя     | Франтишек де Паула Хрзан-з-Харасова        | Карло Беллизоми Гиацинт Сигизмунд Гердил   | Пий VII (Грегорио Луиджи Кьярамонти)       |
| 2 сентября — 28 сентября 1823    | Австрия                       | Джузеппе Альбани                           | Антонио Габриэле Североли                  | Лев XII (Аннибале делла Дженга)            |
| 4 февраля — 31 марта 1829        | Франция                       | —                                          | Джузеппе Альбани                           | Пий VIII (Франческо Саверио Кастильоне)    |
| 14 декабря 1830 — 2 февраля 1831 | Испания                       | Хуан Франсиско Марко-и-Каталан             | Джакомо Джустиниани                        | Григорий XVI (Мауро Альберто Капеллари)    |
| 18 февраля — 20 февраля 1878     | Франция                       | —                                          | Луиджи Мария Бильо                         | Лев XIII (Джоаккино Печчи)                 |
| 31 июля — 4 августа 1903         | Австро-Венгрия                | Ян Пузына                                  | Мариано Рамполла дель Тиндаро              | Святой Пий X (Джузеппе Мелькиоре Сарто)    |

## Реформы XX века
К 1930-м годам сложилась практика преобладания в конклаве итальянцев. Например, на конклаве 1939 года из 62 выборщиков 35 были итальянцами. В дальнейшем их удельный вес уменьшился. На конклаве 1958 года итальянцы составляли 18 из 53 выборщиков, на конклаве 1963 года — 29 из 82 выборщиков, в 1978 году — 27 из 111 выборщиков.
В 1975 году папа Павел VI постановил, что число кардиналов-выборщиков не может превышать 120 человек и что в конклаве не могут участвовать кардиналы старше 80 лет, которые, однако, могут быть избраны. Эти правила были подтверждены и уточнены Иоанном Павлом II.
Сейчас выборы главы Римско-католической церкви регулируются апостольской конституцией «Вселенская паства Господня» (Universi Dominici Gregis), утверждённой 22 февраля 1996 года папой Иоанном Павлом II.

## Процедуры проведения конклава
В истории папских выборов были часты случаи, когда они продолжались очень долго, заходя в тупик. Когда такое происходило, власть той местности, где проводились выборы, часто насильно закрывала кардиналов в отдельном отведенном месте. Этот метод, например, использовался в городе Перуджа в 1216 году и в Риме в 1241 году. После смерти Климента IV в 1268 году этот метод пришлось применить жителям города Витербо. Кардиналы были закрыты в епископском дворце. Когда кардиналы были все ещё не в состоянии выбрать папу, жители города отказались отсылать им какую-либо еду, кроме хлеба и воды. После этого жители города, под влиянием святого Бонавентуры, разобрали крышу епископского дворца и только после этого кардиналы выбрали папу Григория Х. В общей сложности период вакантного престола продолжался более двух лет.
Для того, чтобы сделать невозможным повторение таких ситуаций, папа блаженный Григорий X ввел новые жесткие правила, согласно которым кардиналы должны быть изолированными в специально отведенном помещении. Они не имели права на отдельные комнаты и в случае, если были очень слабы здоровьем, имели право только на одного слугу. Еда должна была подаваться через специальное окно; после трех дней конклава их рацион ограничивался только одним блюдом в день, после пяти дней — только хлебом и водой. Все время, пока проходил конклав, ни один кардинал не мог получать какие-либо доходы. В 1562 году папа Пий IV издал буллу, которой устанавливались инструкции относительно бюллетеней и процедуры проведения голосования. Папа Григорий XV в 1621 году выпустил буллу «Отцу вечному» (Aeterni Patris), которой ввел нормы выборного процесса и другой буллой, в 1622 году, установил церемонии, которые должны быть выполнены при голосовании.
Место проведения конклава не было установлено до XIV века, когда, со времени Великого раскола Запада, он всегда стал проводиться в Риме (кроме конклава 1800 года, который из-за оккупации Рима наполеоновскими войсками проводился в Венеции). В самом Риме конклавы проводились в разных местах. К 1846 году они чаще всего проходили в Квиринальском дворце, но в связи с присоединением Рима к Итальянскому королевству в 1871 году конклавы всегда проводятся в Сикстинской капелле Апостольского дворца.
В 1996 году папой Иоанном Павлом II была издана апостольская конституция «Вселенская паства Господня», которой регулируются вопросы папских выборов и отменяются все предыдущие документы, которые регулировали эти вопросы. Согласно этой конституции кардиналы теперь живут в специальном Доме св. Марфы (Domus Sanctæ Marthæ). Хотя часто раздаются голоса, что право выбирать папу должно быть передано Синоду или Вселенскому собору, конституция четко определяет конклав как единственно возможный теперь способ избрания верховного первосвященника. Даже если смерть папы наступит во время проведения Синода или Вселенского собора, его заседания должны быть приостановлены до избрания нового папы.

### Смерть папы
Смерть папы Римского должна быть подтверджена кардиналом-камерленго, который раньше также должен был трижды ударить серебряным молоточком по лбу умершего. Но на протяжении XX века эта церемония не использовалась и папа Иоанн Павел II постановил, что кардинал должен лишь трижды позвать умершего его крестным именем в присутствии папского церемониймейстера, прелатов, секретаря и канцлера Апостольской палаты. После этого камерленго забирает Кольцо рыбака и уничтожает его в присутствии коллегии кардиналов. Раньше это делалось для того, чтобы сделать невозможной подделку документов.
Во время вакантности престола отдельные полномочия переходят к Коллегии кардиналов, заседания которой ведёт кардинал-декан. Все кардиналы должны присутствовать на заседании общей конгрегации, кроме тех, кто болен, и тех, кому исполнилось 80 лет (хотя они могут присутствовать по своему желанию). Партикулярная конгрегация, которая занимается ежедневными делами церкви, состоит из кардинала-камерленго и трех кардиналов-помощников — одного кардинала-епископа, одного кардинала-священника и одного кардинала-дьякона. Кардиналы-помощники перевыбираются каждые три дня.
Конгрегации должны сделать соответствующие приготовления для похорон папы, которые традиционно проходят в промежутке от четырёх до шести дней для того, чтобы паломники могли попрощаться с умершим папой. После смерти папы наступает девятидневный период траура (novemdiales). Также конгрегации устанавливают сроки проведения выборов, которые должны пройти в промежутке между 15 и 20 днями после смерти понтифика.
Вакантность престола также может настать из-за отречения папы. Отрекшимися законными папами были Целестин V в 1294 году (он возобновил указ папы Григория X, который утверждал строгие правила проведения папских конклавов), Григорий XII в 1415 году (он признал решение Констанцского собора, прекратившего Великий западный раскол, низложив всех трёх претендентов на папство и выбрав нового — Мартина V) и Бенедикт XVI в 2013 году (принял решение об отречении от Святейшего папского престола из-за проблем со здоровьем).

### Начало голосования
Утром дня, назначенного Коллегией кардиналов, проходит месса для выбора Понтифика (Proeligendo Pontifice) в Базилике св. Петра. Эта месса традиционно возглавляется кардиналом-деканом и сопровождается проповедью. Позднее, днем, кардиналы во главе с кардиналом-деканом собираются в Паолинской капелле и с гимном Veni Creator Spiritus идут в Сикстинскую капеллу. После того, как они занимают свои места в капелле, кардиналы-выборщики принимают присягу такого содержания:

Апостольская конституция Universi Dominici Gregis:

Мы, Кардиналы, имеющие право голоса, присутствующие на выборах Верховного Понтифика,

даём обещание и клянёмся, как каждый отдельно, так и все вместе, верно и скрупулёзно

соблюдать предписания Апостольской Конституции Верховного Понтифика Иоанна Павла II

Universi Dominici Gregis, опубликованной 22 февраля 1996 года.

Мы даём обещание и клянёмся, что тот, кто божественным образом будет избран Римским Понтификом,

верно посвятит себя выполнению munus Petrinum обязанностей Пастыря Вселенской Церкви

и будет постоянно утверждать и активно защищать духовные и светские права и свободы Святого Престола.

Особенно мы клянёмся соблюдать величайшую тайну перед всеми людьми, как мирянами,

так и служителями Церкви, относительно всего, что каким-либо способом касается выборов Римского Понтифика,

также всего происходящего во время церемонии выборов, что прямым или косвенным образом может

повлиять на результаты голосования.

Мы даём обещание и клянёмся никоим образом не разглашать этой тайны,

как во время, так и после выборов нового Понтифика, если на то не будет исключительного разрешения нового Понтифика.

Мы даём обещание и клянёмся не благоволить никакому вмешательству или противодействию выборам

со стороны мирян либо представителей каких-либо орденов или групп, стремящихся

вмешаться в процесс выбора Римского Понтифика.
Оригинальный текст (лат.)Nos omnes et singuli in hac electione Summi Pontificis versantes Cardinales

electores promittimus, vovemus et iuramus inviolate et ad unguem Nos esse

fideliter et diligenter observaturos omnia quae continentur in Constitutione

Apostolica Summi Pontificis Ioannis Pauli II, quae a verbis "Universi

Dominici Gregis" incipit, data die xxii mensis Februarii anno MCMXCVI. Item

promittimus, vovemus et iuramus, quicumque nostrum, Deo sic disponente,

Romanus Pontifex erit electus, eum munus Petrinum Pastoris Ecclesiae

universae fideliter exsecuturum esse atque spiritualia et temporalia iura

libertatemque Sanctae Sedis integre ac strenue asserere atque tueri numquam

esse destiturum. Praecipue autem promittimus et iuramus Nos religiosissime

et quoad cunctos, sive clericos sive laicos, secretum esse servaturos de iis

omnibus, quae ad electionem Romani Pontificis quomodolibet pertinent, et de

iis, quae in loco electionis aguntur, scrutinium directe vel indirecte

respicientibus; neque idem secretum quoquo modo violaturos sive perdurante

novi Pontificis electione, sive etiam post, nisi expressa facultas ab eodem

Pontifice tributa sit, itemque nulli consensioni, dissensioni, aliique

cuilibet intercessioni, quibus auctoritates saeculares cuiuslibet ordinis et

gradus, vel quivis hominum coetus vel personae singulae voluerint sese

Pontificis electioni immiscere, auxilium vel favorem praestaturos.

Кардинал-декан читает текст присяги вслух, а выборщики подходят к Евангелию, которое находится в центре капеллы, по порядку старшинства и, кладя на него руку, произносят:

Пусть поможет мне Бог и это святое Божие Евангелие, которого я касаюсь своей рукой.
Оригинальный текст (лат.)Sic me Deus adiuvet et haec sancta Dei Evangelia, quae manu mea tango.

После того, как принятие присяги завершится, Папский обер-церемониймейстер (Магистр папских литургических церемоний), подходя к дверям Сикстинской капеллы и закрывая их, произносит: «Все вон!» (прибл., Extra omnes!). Вместе кардиналам читаются две проповеди. Первая перед конклавом (обычно за день), а вторая уже перед самим голосованием. На конклаве 2005 года первую проповедь читал отец-капуцин Раньеро Канталемесса, тогдашний проповедник Папского дома, а проповедь непосредственно перед голосованием — кардинал Томаш Шпидлик, который не имел права голоса. А на конклаве 2013 года проповедь непосредственно перед голосованием читал кардинал Проспер Грек, который не имел права голоса.
После того, как церковнослужитель, назначенный для проповеди перед голосованием, заканчивает её и после окончания молитв кардинал-декан спрашивает присутствующих кардиналов о замечаниях и пожеланиях к процедуре. После решения всех организационных вопросов начинаются сами выборы. Кардиналы, которые опоздали к началу выборов, должны быть допущены. Больные кардиналы также имеют право покинуть конклав и позднее присоединиться к нему, но кардинал, который покидает конклав по иным, чем болезнь, причинам, не может вернуться.
Каждый кардинал-выборщик может иметь двух или в случае болезни — трех помощников или конклавистов. К конклаву также допускаются секретарь Коллегии кардиналов, папский обер-церемониймейстр, два церемониймейстра, служители Папской ризницы и церковнослужитель, который помогает Декану Коллегии кардиналов. Допускаются священники-исповедники, двое врачей и определённый штат служителей для помощи и ведения хозяйства. Конклависты и другие служители также присягают сохранять тайну папских выборов. Им и кардиналам запрещается любое общение с внешним миром. Нарушение этого правила карается отлучением от церкви по заранее вынесенному решению (latae sententiae). Также запрещается присутствие средств массовой информации и внешних наблюдателей.

### Ход голосования
Во время первого дня конклава может быть проведено одно голосование. В случае, если во время первого голосования никто не выбран или голосование первого дня конклава не проводилось, то каждый следующий день должно проводиться по четыре тура голосования: два утром и два вечером. Если на протяжении трех дней голосования никто не выбран, процесс должен быть приостановлен на один день для молитв и обращения к Коллегии кардинала-протодьякона — старшего кардинала-дьякона. После семи безуспешных туров голосования процесс приостанавливается снова, но уже с обращением старшего кардинала-пресвитера (по сану это должен быть кардинал-протопресвитер, но так как сейчас кардинал-протопресвитер это кардинал, которому больше 80 лет, он не принимает участие в конклаве, то со словами обратится старейший кардинал-священник пребывающий в сане, на данный момент это кардинал Винко Пулич). И, если даже после семи последующих туров папа не выбран, процесс приостанавливается для обращения старшего кардинала-епископа (чаще всего декана Коллегии). После последующих семи безуспешных туров голосования кардиналы могут выбрать один из путей: или кардиналы уменьшают количество кандидатов до двух, которые набрали больше голосов во время предыдущего тура голосов, или выбрать папу абсолютным большинством голосов. Но ни при каких обстоятельствах кардиналы не могут уменьшить необходимое количество голосов более, чем до абсолютного большинства.
Выборный процесс делится на три части: предголосование (pre-scrutinium — до голосования), голосование (scrutinium) и послеголосование (post-scrutinium — после голосования). Во время первой части церемониймейстеры готовят необходимые для голосования бюллетени с надписью «Выбираю в Верховные Первосвященники» (Eligo in Summum Pontificem) и раздают их каждому кардиналу (не менее чем по два каждому). Как только начинается сама процедура голосования, папский обер-церемониймейстер, церемониймейстеры и секретарь Коллегии кардиналов покидают помещение, которое закрывает младший кардинал-дьякон. После этого он же вытягивает по жребию девять имен кардиналов: трое образуют счётную комиссию, трое Infirmarii и три ревизора. Они выбираются на весь период конклава.
Когда все предшествующие процедуры завершены, начинается основная часть голосования scrutinium. Во время неё кардиналы-выборщики в порядке старшинства подходят к алтарю, где стоят члены счётной комиссии со своими бюллетенями. Перед подачей своего бюллетеня каждый кардинал произносит присягу: «Свидетель Христос Господь, Который будет меня судить, что я выбираю того, кто, считаю пред Богом, должен быть выбран» (Testor Christum Dominum, qui me iudicaturus est, me eum eligere, quem secundum Deum iudico eligi debere). Если кардинал-выборщик находится в капелле, но не может подойти, чтобы бросить свой бюллетень, то последний в списке членов счётной комиссии подходит к нему и забирает бюллетень. Если же кардинал не может покинуть свою комнату для участия в голосовании, к нему приходят Infirmarii с бюллетенями и урной. После того, как Infirmarii возвращаются с бюллетенями проголосовавших кардиналов, количество этих бюллетеней подсчитывается для того, чтобы гарантировать, что оно совпадает с количеством немощных кардиналов-выборщиков. Присяга произносится кардиналами только во время первого тура голосования. Бюллетени не подписываются. До 1945 года кардиналы подписывали свои бюллетени и сворачивали их так, чтобы имени не было видно и запечатывались. Но теперь они просто сворачиваются вдвое. До 1621 года не существовало специальной присяги перед голосованием и бюллетени использовались не всегда. Часто голосование проходило устно.
До 1621 года существовала только присяга секретности, которая принималась перед закрытием дверей конклава. Папа Григорий XV ввел дополнительную присягу перед каждой утренней и каждой вечерней сессией. Таким образом он пытался вынудить кардиналов не голосовать «из любезности», а голосовать за реалистичного, проходного кандидата на престол. Благодаря реформам Григория XV 1621 и 1622 годов была создана четкая система папских выборов, которая в своей основе сохранилась до сегодняшнего дня. Самым существенным изменением в правилах голосования была отмена требования подписания кардиналами своих бюллетеней. Это правило было отменено папой Пием XII в 1945 году.
После того, как все кардиналы проголосуют, первый член счётной комиссии перемещает контейнер, вынимает и подсчитывает бюллетени. Если количество поданных бюллетеней и количество голосовавших кардиналов не совпадает, все бюллетени не читаются и сжигаются. Если же никаких проблем с количеством нет, то голоса подсчитываются. Первый из членов счётной палаты раскрывает бюллетени. Каждый член счётной комиссии записывает имя кандидата в бюллетене, а последний — также объявляет это имя вслух. Все голоса кардиналов складываются и ревизоры проверяют все списки, чтобы не было ошибок. После объявления окончательных результатов бюллетени сжигаются членом счётной комиссии с помощью секретаря Коллегии и церемониймейстеров. В случае когда в первом туре сессии кардиналы не могут выбрать папу, они переходят к следующему немедленно и бюллетени сжигаются только после второго тура. В случае, если никто не выбран, дым чёрный (раньше к бюллетеням добавлялась мокрая солома, а с 1958 года — химикалии: смесь перхлората калия, антрацена и серы), если же новый римский епископ выбран, то идет белый дым (смесь бертолетовой соли, лактозы и канифоли). Теперь, с целью избежания недоразумений, белый дым также сопровождается звоном колоколов.

### Объявление результатов
После того, как окончательные результаты успешного голосования объявлены, младший кардинал-дьякон, звоня в колокольчик, вызывает в помещение для голосования секретаря Коллегии кардиналов и папского обер-церемониймейстера. Кардинал-декан задает вопрос новоизбранному папе: «Принимаешь ли канонический выбор тебя Верховным Первосвященником?» (Acceptasne electionem de te canonice factam in Summum Pontificem?). Выбранный отвечает, принимает ли (accepto) или же не принимает (non accepto); ранее также существовала традиция, согласно которой на место каждого кардинала был повешен специальный балдахин и когда результаты объявлялись, то все балдахины опускались, кроме балдахина кардинала, который был выбран папой. Но в связи с увеличением количества кардиналов эта традиция была отменена. 
По крайней мере в трёх случаях на протяжении истории выбранные кандидаты отказывались стать папой.
Если папой римским выбран не епископ, то кардинал-декан должен дать ему епископское посвящение (или, если выбранный даже не священник, он должен получить от декана все ступени посвящения по очереди). В случае, когда кардинал-декан не может исполнять свои функции, за него это делает субдекан.
Также новоизбранный папа объявляет своё новое имя, после того как кардинал-декан спрашивает у него: «Каким именем хочешь, чтобы тебя звали?» (Quo nomine vis vocari?). Эта традиция установилась в 533 году, когда Иоанн II, настоящее имя которого было Меркурий, решил, что оно не подходит для римского епископа. Окончательно такая практика сложилась с X века. Последним папой, который использовал своё крестное имя, был Марцелл II — Марчелло Червини. После этого папский обер-церемониймейстер изготавливает специальный документ с именем новоизбранного папы.
После этих процедур папа отправляется в так называемую комнату плача (camera lacrimatoria) — небольшую комнату красного цвета около Сикстинской капеллы, где должен выбрать белую сутану с белым пилеолусом, роккетто и моцетту из представленных там трёх размеров. Также он надевает красную расшитую столу и выходит к кардиналам в капеллу. Там он принимает от них знаки уважения, происходит акт адорации новому папе римскому.
Когда кардиналы завершают поздравления новоизбранного папы, кардинал-протодьякон выходит на центральную лоджию Базилики св. Петра, так называемую ложу благословения, и объявляет формулу «У нас есть папа» (Habemus Papam):

Я говорю вам о великой радости:

У нас есть папа!

Высокопреосвященнейший и достойнейший господин,

господин [имя],

Кардинал Святой Римской Церкви [полное имя],

который взял себе имя [тронное имя].
Оригинальный текст (лат.)Annuntio vobis gaudium magnum:

Habemus Papam!

Eminentissimum ac Reverendissimum Dominum,

Dominum [имя],

Sanctæ Romanæ Ecclesiæ Cardinalem [полное имя],

qui sibi nomen imposuit [тронное имя].

Если же папой, как это не раз бывало раньше, выбран сам кардинал-протодьякон, то за него объявление должен сделать следующий старший кардинал-дьякон. То же самое происходит в случае невозможности кардиналом-протодьяконом исполнять свои функции.
После объявления (перед этим вывешивают ковёр с гербом предыдущего понтифика) на лоджию выходит сам новоизбранный папа и дает своё первое благословение «Городу и миру» (Urbi et Orbi). Ранее через некоторое время после избрания проводилась папская коронация, которую теперь заменила интронизация или инаугурация.

## Список папских выборов и конклавов
| Конклав                             | Продолжительность      | Лицо, которое было избрано                         | Папа                    | Продолжительность понтификата      |
| 18 июля 1216                        | 1 день                 | Ченчо Савелли                                      | Гонорий III             | 18 июля 1216 — 18 марта 1227       |
| 19 марта 1227                       | 1 день                 | Уголино деи Конти ди Сеньи                         | Григорий IX             | 19 марта 1227 — 22 августа 1241    |
| 21 сентября — 25 октября 1241       | 1 месяц 4 дня          | Пьетро Джофредо Кастильони                         | Целестин IV             | 25 октября — 10 ноября 1241        |
| 15—25 июня 1243                     | 11 дней                | Синибальдо Фиески                                  | Иннокентий IV           | 25 июня 1243 — 7 декабря 1254      |
| 8—12 декабря 1254                   | 5 дней                 | Ринальдо Конти                                     | Александр IV            | 12 декабря 1254 — 25 мая 1261      |
| 26 мая — 29 августа 1261            | 3 месяца 3 дня         | Жак Панталеон Кур-Пале                             | Урбан IV                | 29 августа 1261 — 2 октября 1264   |
| 12 октября 1264 — 5 февраля 1265    | 3 месяца 24 дня        | Ги Фулькуа Ле Гро                                  | Климент IV              | 5 февраля 1265 — 29 ноября 1268    |
| 29 ноября 1268 — 1 сентября 1271    | 2 года 9 месяцев 3 дня | Теобальдо Висконти O.Cist.                         | Блаженный Григорий X    | 1 сентября 1271 — 10 января 1276   |
| 20 января 1276 — 21 января 1276     | 2 дня                  | Пьер де Тарантасия O.P.                            | Блаженный Иннокентий V  | 21 января — 22 июня 1276           |
| 2 июля — 11 июля 1276               | 9 дней                 | Оттобоно Фиески                                    | Адриан V                | 11 июля — 18 августа 1276          |
| 19 августа — 8 сентября 1276        | 21 день                | Пьетро Ребули Юлиани                               | Иоанн XXI               | 8 сентября 1276 — 20 мая 1277      |
| 30 мая — 25 ноября 1277             | 5 месяцев 26 дней      | Джованни Гаетано Орсини, O.S.B.                    | Николай III             | 25 ноября 1277 — 22 августа 1280   |
| 22 сентября 1280 — 22 февраля 1281  | 5 месяцев              | Симон Монпитье де Брион                            | Мартин IV               | 22 февраля 1281 — 28 марта 1285    |
| 29 марта — 2 апреля 1285            | 5 дней                 | Джакомо Савелли                                    | Гонорий IV              | 2 апреля 1285 — 3 апреля 1287      |
| 4 апреля 1287 — 22 февраля 1288     | 9 месяцев 18 дней      | Джироламо Маски де Асколи, O.F.M.                  | Николай IV              | 22 февраля 1288 — 4 апреля 1292    |
| 5 апреля 1292 — 5 июля 1294         | 2 года 3 месяца        | Пьетро дель Мурроне, O.S.B.                        | Святой Целестин V       | 5 июля 1294 — 13 декабря 1294      |
| 23 декабря — 24 декабря 1294        | 2 дня                  | Бенедетто Гаэтани                                  | Бонифаций VIII          | 24 декабря 1294 — 11 октября 1303  |
| 21 октября — 22 октября 1303        | 2 дня                  | Никколо Боккасини, O.P.                            | Блаженный Бенедикт XI   | 22 октября 1303 — 7 июля 1304      |
| 10 июля/17 июля 1304 — 5 июня 1305  | 11 месяцев             | Раймон Бертран де Го                               | Климент V               | 5 июня 1305 — 20 апреля 1314       |
| 1 мая 1314 — 7 августа 1316         | 2 года 4 месяца 6 дней | Жак Дюэз                                           | Иоанн XXII              | 7 августа 1316 — 4 декабря 1334    |
| 13 декабря — 20 декабря 1334        | 9 дней                 | Жак Фурнье, O.Cist.                                | Бенедикт XII            | 20 декабря 1334 — 25 апреля 1342   |
| 5 мая — 7 мая 1342                  | 3 дня                  | Пьер Роже де Бофор                                 | Климент VI              | 7 мая 1342 — 6 декабря 1352        |
| 16 декабря — 18 декабря 1352        | 4 дня                  | Этьенн Обер                                        | Иннокентий VI           | 18 декабря 1352 — 12 сентября 1362 |
| 22 сентября 1362 — 28 сентября 1362 | 6 дней                 | Гильом де Гримоар, O.S.B.                          | Блаженный Урбан V       | 28 сентября 1362 — 19 декабря 1370 |
| 29 декабря — 30 декабря 1370        | 2 дня                  | Пьер Роже де Бофор                                 | Григорий XI             | 30 декабря 1370 — 27 марта 1378    |
| 7 апреля — 9 апреля 1378            | 3 дня                  | Бартоломео Приньяно                                | Урбан VI                | 9 апреля 1378 — 15 октября 1389    |
| 25 октября 1389 — 2 ноября 1389     | 8 дней                 | Пьетро Томачелли                                   | Бонифаций IX            | 2 ноября 1389 — 1 октября 1404     |
| 12 октября — 17 октября 1404        | 5 дней                 | Козимо Мильорати                                   | Иннокентий VII          | 17 октября 1404 — 6 ноября 1406    |
| 18 ноября — 30 ноября 1406          | 12 дней                | Анджело Коррер                                     | Григорий XII            | 30 ноября 1406 — 4 июля 1415       |
| 8 ноября — 11 ноября 1417           | 4 дня                  | Одонне Колонна                                     | Мартин V                | 11 ноября 1417 — 20 февраля 1431   |
| 2 марта — 3 марта 1431              | 2 дня                  | Габриэле Кондульмер, O.S.A.                        | Евгений IV              | 3 марта 1431 — 23 февраля 1447     |
| 4 марта — 6 марта 1447              | 3 дня                  | Томмазо Парентучелли, O.P.                         | Николай V               | 6 марта 1447 — 25 марта 1455       |
| 4 апреля — 8 апреля 1455            | 5 дней                 | Альфонсо де Борха (Борджа)                         | Каликст III             | 8 апреля 1455 — 6 августа 1458     |
| 16 августа — 19 августа 1458        | 4 дня                  | Энеа Сильвио де Пикколомини                        | Пий II                  | 19 августа 1458 — 15 августа 1464  |
| 27 августа — 30 августа 1464        | 4 дня                  | Пьетро Барбо                                       | Павел II                | 30 августа 1464 — 26 июля 1471     |
| 6 августа — 9 августа 1471          | 4 дня                  | Франческо делла Ровере, O.F.M.                     | Сикст IV                | 9 августа 1471 — 12 августа 1484   |
| 26 августа 1484 — 29 августа 1484   | 4 дня                  | Джованни Баттиста Чибо                             | Иннокентий VIII         | 29 августа 1484 — 25 июля 1492     |
| 6 августа 1492 — 10 августа 1492    | 5 дней                 | Родриго Борджа                                     | Александр VI            | 10 августа 1492 — 18 августа 1503  |
| 16 сентября — 22 сентября 1503      | 7 дней                 | Франческо Нанни-Тодескини-Пикколомини              | Пий III                 | 22 сентября — 18 октября 1503      |
| 31 октября — 1 ноября 1503          | 2 дня                  | Джулиано делла Ровере, O.F.M.                      | Юлий II                 | 1 ноября 1503 — 20 февраля 1513    |
| 4 марта — 9 марта 1513              | 5 дней                 | Джованни Медичи                                    | Лев X                   | 19 марта 1513 — 1 декабря 1521     |
| 27 декабря 1521 — 9 января 1522     | 13 дней                | Адриан Буйенс                                      | Адриан VI               | 9 января 1522 — 14 сентября 1523   |
| 1 октября — 19 ноября 1523          | 1 месяц 18 дней        | Джулиано Медичи                                    | Климент VII             | 19 ноября 1523 — 25 сентября 1534  |
| 11 октября — 13 октября 1534        | 3 дня                  | Алессандро Фарнезе                                 | Павел III               | 13 октября 1534 — 10 ноября 1549   |
| 29 ноября 1549 — 7 февраля 1550     | 2 месяца 8 дней        | Джованни Мария Чокки дель Монте                    | Юлий III                | 7 февраля 1550 — 23 марта 1555     |
| 5 апреля 1555 — 9 апреля 1555       | 5 дней                 | Марчело Червини                                    | Марцелл II              | 9 апреля — 30 апреля 1555          |
| 15 мая — 23 мая 1555                | 8 дней                 | Джанпьетро Карафа                                  | Павел IV                | 23 мая 1555 — 18 августа 1559      |
| 5 сентября — 25 декабря 1559        | 3 месяца 20 дней       | Джовання Анджело Медичи                            | Пий IV                  | 25 декабря 1559 — 9 декабря 1565   |
| 20 декабря 1565 — 7 января 1566     | 18 дней                | Микеле Гислиери, O.P.                              | Святой Пий V            | 7 января 1566 — 1 мая 1572         |
| 12 мая — 13 мая 1572                | 2 дня                  | Уго Бонкомпаньи                                    | Григорий XIII           | 13 мая 1572 — 10 апреля 1585       |
| 21 апреля — 24 апреля 1585          | 4 дня                  | Феличе Перетти, O.F.M. Conv.                       | Сикст V                 | 24 апреля 1585 — 27 августа 1590   |
| 7 сентября — 15 сентября 1590       | 8 дней                 | Джованни Баттиста Кастанья                         | Урбан VII               | 15 сентября — 27 сентября 1590     |
| 8 октября — 5 декабря 1590          | 1 месяц 27 дней        | Никколо Сфондрати                                  | Григорий XIV            | 5 декабря 1590 — 16 октября 1591   |
| 27 октября — 29 октября 1591        | 3 дня                  | Джованни Антонио Факинетти                         | Иннокентий IX           | 29 октября 1591 — 30 декабря 1591  |
| 10 января — 30 января 1592          | 20 дней                | Ипполито Альдобрандини                             | Климент VIII            | 30 января 1592 — 5 марта 1605      |
| 14 марта — 1 апреля 1605            | 18 дней                | Алессандро Оттавиано Медичи                        | Лев XI                  | 1 апреля 1605 — 27 апреля 1605     |
| 8 мая — 16 мая 1605                 | 8 дней                 | Камило Боргезе                                     | Павел V                 | 16 мая 1605 — 28 января 1621       |
| 8 февраля — 9 февраля 1621          | 2 дня                  | Алессандро Людовизи                                | Григорий XV             | 9 февраля 1621 — 8 июля 1623       |
| 19 июля — 6 августа 1623            | 18 дней                | Маффео Барберини                                   | Урбан VIII              | 6 августа 1623 — 29 июля 1644      |
| 9 августа — 15 сентября 1644        | 1 месяц 6 дней         | Джованни Баттиста Памфили                          | Иннокентий X            | 15 сентября 1644 — 7 января 1655   |
| 18 января — 7 апреля 1655           | 3 месяца 20 дней       | Фабио Киджи                                        | Александр VII           | 7 апреля 1655 — 22 мая 1667        |
| 2 июня — 20 июня 1667               | 18 дней                | Джулио Роспильози                                  | Климент IX              | 20 июня 1667 — 9 декабря 1669      |
| 20 декабря 1669 — 29 апреля 1670    | 4 месяца 9 дней        | Эмилио Альтьери                                    | Климент X               | 29 апреля 1670 — 22 июля 1676      |
| 2 августа — 21 сентября 1676        | 1 месяц 19 дней        | Бенедетто Одескальки                               | Блаженный Иннокентий XI | 21 сентября 1676 — 12 августа 1689 |
| 23 августа — 6 октября 1689         | 1 месяц 13 дней        | Пьетро Вито Оттобони                               | Александр VIII          | 6 октября 1689 — 1 февраля 1691    |
| 12 февраля — 21 июля 1691           | 5 месяцев 9 дней       | Антонио Пиньятелли                                 | Иннокентий XII          | 21 июля 1691 — 27 сентября 1700    |
| 9 октября — 23 ноября 1700          | 1 месяц 14 дней        | Джованни Франческо Альбани                         | Климент XI              | 23 ноября 1700 — 19 марта 1721     |
| 31 марта — 8 мая 1721               | 1 месяц 8 дней         | Микеланджело деи Конти                             | Иннокентий XIII         | 8 мая 1721 — 7 марта 1724          |
| 20 марта — 29 мая 1724              | 2 месяца 9 дней        | Пьетро Франческо Орсини, O.P.                      | Бенедикт XIII           | 29 мая 1724 — 21 февраля 1730      |
| 5 марта — 12 июля 1730              | 1 месяц 2 дня          | Лоренцо Корсини                                    | Климент XII             | 12 июля 1730 — 6 февраля 1740      |
| 18 февраля — 17 августа 1740        | 6 месяцев              | Просперо Лоренцо Ламбертини                        | Бенедикт XIV            | 17 августа 1740 — 3 мая 1758       |
| 15 мая — 6 июля 1758                | 1 месяц 22 дня         | Карло делла Торре Рецоникко                        | Климент XIII            | 6 июля 1758 — 2 февраля 1769       |
| 15 февраля — 19 мая 1769            | 3 месяца 4 дня         | Джованни Винченцо Антонио Ганганелли, O.F.M. Conv. | Климент XIV             | 19 мая 1769 — 22 сентября 1774     |
| 5 октября 1774 — 15 февраля 1775    | 4 месяца 10 дней       | Джованни Анджело Браски                            | Пий VI                  | 15 февраля 1775 — 29 августа 1799  |
| 1 декабря 1799 — 14 марта 1800      | 3 месяца 14 дней       | Луиджи Барнаба Кьярамонти, O.S.B.                  | Пий VII                 | 14 марта 1800 — 20 августа 1823    |
| 2 сентября — 28 сентября 1823       | 26 дней                | Аннибале Серматти делла Дженга                     | Лев XII                 | 28 сентября 1823 — 10 февраля 1829 |
| 24 февраля — 31 марта 1829          | 1 месяц 7 дней         | Франческо Саверио Кастильоне                       | Пий VIII                | 31 марта 1829 — 30 ноября 1830     |
| 14 декабря — 2 февраля 1831         | 1 месяц 19 дней        | Бартоломео Альберто Каппеллари, O.S.B. Cam.        | Григорий XVI            | 2 февраля 1831 — 1 июня 1846       |
| 14 июня — 16 июня 1846              | 3 дня                  | Джованни Мария Мастаи-Ферретти                     | Блаженный Пий IX        | 16 июня 1846 — 7 февраля 1878      |
| 18 февраля — 20 февраля 1878        | 3 дня                  | Джоаккино Винченцо Раффаэле Луиджи Печчи           | Лев XIII                | 20 февраля 1878 — 20 июля 1903     |
| 31 июля — 4 августа 1903            | 5 дней                 | Джузеппе Мелькиоре Сарто                           | Святой Пий X            | 4 августа 1903 — 20 августа 1914   |
| 31 августа — 3 сентября 1914        | 4 дня                  | Джакомо делла Кьеза                                | Бенедикт XV             | 3 сентября 1914 — 22 января 1922   |
| 2 февраля — 6 февраля 1922          | 4 дня                  | Акилле Ратти                                       | Пий XI                  | 6 февраля 1922 — 10 февраля 1939   |
| 1 марта — 2 марта 1939              | 2 дня                  | Эудженио Пачелли                                   | Пий XII                 | 2 марта 1939 — 9 октября 1958      |
| 25 октября — 28 октября 1958        | 3 дня                  | Анджело Джузеппе Ронкалли                          | Святой Иоанн XXIII      | 28 октября 1958 — 3 июня 1963      |
| 19 июня — 21 июня 1963              | 3 дня                  | Джованни Баттиста Монтини                          | Святой Павел VI         | 21 июня 1963 — 6 августа 1978      |
| 25 августа — 26 августа 1978        | 2 дня                  | Альбино Лучани                                     | Блаженный Иоанн Павел I | 26 августа — 28 сентября 1978      |
| 14 октября — 16 октября 1978        | 3 дня                  | Кароль Юзеф Войтыла                                | Святой Иоанн Павел II   | 16 октября 1978 — 2 апреля 2005    |
| 18 апреля — 19 апреля 2005          | 2 дня                  | Йозеф Алоизий Ратцингер                            | Бенедикт XVI            | 19 апреля 2005 — 28 февраля 2013   |
| 12 марта — 13 марта 2013            | 2 дня                  | Хорхе Марио Бергольо, S.I.                         | Франциск                | 13 марта 2013 — 21 апреля 2025     |
| 7 мая — 8 мая 2025                  | 2 дня                  | Роберт Фрэнсис Превост, O.S.A.                     | Лев XIV                 | 8 мая 2025 — наст. время           |

## Конклавы XXI века

### Выборы преемника Иоанна Павла II
Всего в Коллегии кардиналов в апреле 2005 года числились 183 иерарха, при этом лишь 117 кардиналов из 52 стран мира имели право принять участие в выборах, однако двое из них совсем немощны и участия в голосовании не принимали.
Существовал ещё один кардинал, которого Иоанн Павел II назначил секретно (in pectore — в груди, в сердце). Но поскольку понтифик никогда не разглашал его имени, полномочия этого тайного кардинала истекли со смертью папы — 2 апреля 2005 года.
Из участников выборов 80 кардиналов были старше 70 лет, 101 — старше 65 лет и лишь 6 — моложе 60. Средний возраст членов конклава — 71 год.
Иоанн Павел II ещё при жизни позаботился о том, чтобы выборы его преемника были одними из самых необычных за всю историю папства. Если его самого избирал традиционный конклав, большей частью состоявший из итальянцев, то теперь среди высших иерархов католической церкви много выходцев из других стран Европы, Америки и даже Африки.
Из 117 кардиналов-выборщиков 20 — итальянцы, 38 — представители других стран Европы, 14 — из США и Канады, 21 — латиноамериканцы, 11 представляют Африку, 10 — Азию, два — Австралию и Океанию и один — Ближний Восток. Заседанием конклава руководил декан коллегии кардиналов Йозеф Ратцингер.
На то, чтобы избрать нового главу Римско-католической церкви, кардиналам понадобилось всего два дня.
Им стал декан Коллегии кардиналов 78-летний немецкий кардинал Йозеф Ратцингер.
По традиции после голосования новому понтифику задали вопрос: готов ли он? После этого его отвели в помещение Собора Святого Петра, которое называется комнатой плача (camera lacrimatoria) — считается, что новый понтифик должен встретить весть о своём избрании слезами о тяжёлой ноше, взвалившейся ему на плечи. В этой комнате папа выбирает себе новое имя, с которым войдёт в историю церкви. Йозеф Ратцингер выбрал имя Бенедикт XVI. Предыдущим папой с этим именем был Бенедикт XV — итальянский дворянин, правивший в Ватикане с 1914 по 1922 год.
Первым имя нового папы собравшимся перед базиликой назвал протодьякон Коллегии кардиналов чилиец Хорхе Медина Эстевес. Выйдя на балкон Собора Святого Петра и обратившись к собравшимся, он сказал: «У нас есть папа» (Habemus Papam). Затем на балконе появился сам Бенедикт XVI и произнёс своё первое послание «городу и миру». Он попросил верующих молиться за него и его папство. «После великого папы Иоанна Павла II кардиналы выбрали меня. Я надеюсь на ваши молитвы», — сказал понтифик.

### Выборы преемника Бенедикта XVI
Всего в Коллегии кардиналов в марте 2013 года числились 207 иерархов, при этом лишь 117 кардиналов из 49 стран мира имели право принять участие в выборах, однако двое из них по болезни и по личным причинам участия в голосовании не принимали.
Из участников выборов 73 кардинала были старше 70 лет, 26 — старше 65 лет, 12 — от 60 до 65 лет и лишь 5 — моложе 60. Средний возраст членов конклава — 70 лет.
Из 117 кардиналов-выборщиков 28 — итальянцы, 32 — представители других стран Европы, 14 — из США и Канады, 19 — латиноамериканцы, 11 представляют Африку, 10 — Азию, один — Австралию и Океанию и один — Ближний Восток. Заседанием конклава руководил старший кардинал-епископ — Джованни Баттиста Ре.

### Выборы преемника Франциска
Всего в Коллегии кардиналов в апреле — мае 2025 года числились 252 иерарха, при этом лишь 135 кардиналов из 71 страны мира имели право принять участие в выборах, однако двое из них по болезни участия в голосовании не принимали.
Из участников выборов 77 кардинала были старше 70 лет, 24 — старше 65 лет, 18 — от 60 до 65 лет, 15 — моложе 60. Средний возраст членов конклава — 70 лет.
Из 135 кардиналов-выборщиков 17 — итальянцы, 36 — представители других стран Европы, 14 — из США и Канады, 23 — латиноамериканцы, 18 представляют Африку, 21 — Азию, 4 — Австралию и Океанию и двое — Ближний Восток. Заседанием конклава руководил старший кардинал-епископ — Пьетро Паролин.

## В культуре
Процесс проведения конклава отражен в следующих произведениях:
- «Башмаки рыбака» — художественный фильм 1968 года режиссёра Майкла Андерсона
- «Конклав» — художественный фильм 2024 года режиссёра Эдварда Бергера
- «Новый Папа» — сериал режиссёра Паоло Соррентино 2020 года